# Wete
Wete er en by på vestkysten af øen Pemba, der er den næststørste ø i øgruppen Zanzibar i Tanzania. Wete er hovedstad i regionen Pemba Kaskazini. Byen har et areal på 12,69 km², og havde ved folketællingen i 2002 24.983 indbyggere.